# サンティアゴ・ペドレロ
サンティアゴ・ペドレロ（Santiago Pedrero、2000年11月30日 - ）は、スーペル・ラグビー・アメリカス、セルクナムに所属するラグビーユニオン選手。

## プロフィール
- チリ出身[1]。
- ポジションはロック(LO)。
- 身長 196cm、体重 111kg
- チリ代表キャップは15（2024年12月現在）でラグビーワールドカップ2023のチリ代表に選ばれた[2]。

## 略歴
2022年、セルクナムに加入。